# Desma Stovall
Desma Stovall est une joueuse de volley-ball  américaine née le 15 septembre 1983. Elle mesure 1,83 m et joue passeuse.

## Clubs
| Club                          | Pays       | De        | À         |
| ----------------------------- | ---------- | --------- | --------- |
| Université d'État de l'Oregon | États-Unis | 2002-2003 | 2005-2006 |
| Vóley Murcia                  | Espagne    | 2006-2007 | 2007-2008 |
| USSP Albi Volley-Ball         | France     | 2008-2009 | 2008-2009 |